# Adriano Celentano
Adriano Celentano (ur. 6 stycznia 1938 w Mediolanie) – włoski piosenkarz, aktor, reżyser i prezenter telewizyjny. Jeden z najpopularniejszych przedstawicieli włoskiej muzyki rozrywkowej. Do 2009 sprzedano 150 milionów jego płyt na całym świecie.
W 1964 roku ożenił się z aktorką Claudią Mori. Jego córką jest Rosalinda Celentano.

## Życiorys

### Lata 50.
Adriano Celentano urodził się w Mediolanie przy via Gluck nr 14; jego rodzice przyjechali tu z południa Włoch, z Apulii, w poszukiwaniu lepszych warunków życia. Adriano spędził w Mediolanie dzieciństwo i młodość. Porzuciwszy szkołę imał się różnych zajęć, by w końcu pozostać przy swoim ulubionym zawodzie – zegarmistrza. Wcześnie jednak zaczął interesować się muzyką pop a zwłaszcza nowymi trendami, które w tym czasie zaczęły docierać do Europy (w tym i do Włoch) z Ameryki. Był jednym z pierwszych, którzy je podchwycili, uczestnicząc w 1955 roku w imprezach organizowanych przez Ghigo Agostiego, który odkrył dla Włoch boogie-woogie, Rhythm and blues i Rock and roll.
18 maja 1957 roku miał miejsce udany debiut Adriano Celentano – artysta wygrał zorganizowany po raz pierwszy festiwal włoskiego rocka w Palazzo del Ghiaccio w Mediolanie śpiewając piosenkę „Ciao ti dirò”; akompaniował mu zespół Rock Boys w składzie: Luigi Tenco – saksofon, Enzo Jannacci i Giorgio Gaber – gitary, Gianfranco Reverberi – fortepian i Nando de Luca – perkusja. 
W 1959 roku zaprezentował swój nowy - jak się wkrótce okazało - wielki przebój „Il tuo bacio è come un rock”, który dotarł do 10. miejsca na liście najlepiej sprzedawanych singli we Włoszech. Na scenie artysta świadomie naśladował króla rock and rolla Elvisa Presleya – wykonywał podskoki, nagłe volty, wszystko to przydawało dynamiki jego przebojom; przy czym Adriano Celentano potrafił zachować własną osobowość i indywidualność.

### Lata 60.
W 1961 roku Adriano Celentano zadebiutował na Festiwalu w San Remo i choć wywołał skandal poprzez odwrócenie się tyłem do publiczności, to jego piosenka „Ventiquattromila baci” zajęła 2. miejsce. Natomiast piosenka „Nata per me” zajęła 1. miejsce na liście najlepiej sprzedawanych singli we Włoszech.
Sukces został powtórzony w roku 1962: „Pregherò” (oryg. „Stand by me”) zajął 1. miejsce, a „Stai lontana da me” (oryg. „Tower of strength”) – 3. miejsce na wspomnianej liście.
W tym samym 1962 roku piosenkarz triumfował ponadto na festiwalu Cantagiro wspomnianą już piosenką „Stai lontana da me” (muzyka: Burt Bacharach, tekst: Mogol); razem z tą piosenką powstało Clan Celentano – wydawnictwo płytowe, a także swoista komuna artystyczna skupiająca przyjaciół piosenkarza, wyznających podobne jak on zasady artystyczne, byli to m.in. Don Backy, i Ribelli, Detto Mariano, Pilade, a także przyszła żona piosenkarza – Claudia Mori (właśc. Claudia Moroni). W 1964  roku Adriano i Claudia wzięli potajemnie ślub w kościele San Francesco a Grosseto. Z tego związku narodziło się troje dzieci: Rosita w 1965, Giacomo w 1966 i Rosalinda w 1968 roku.

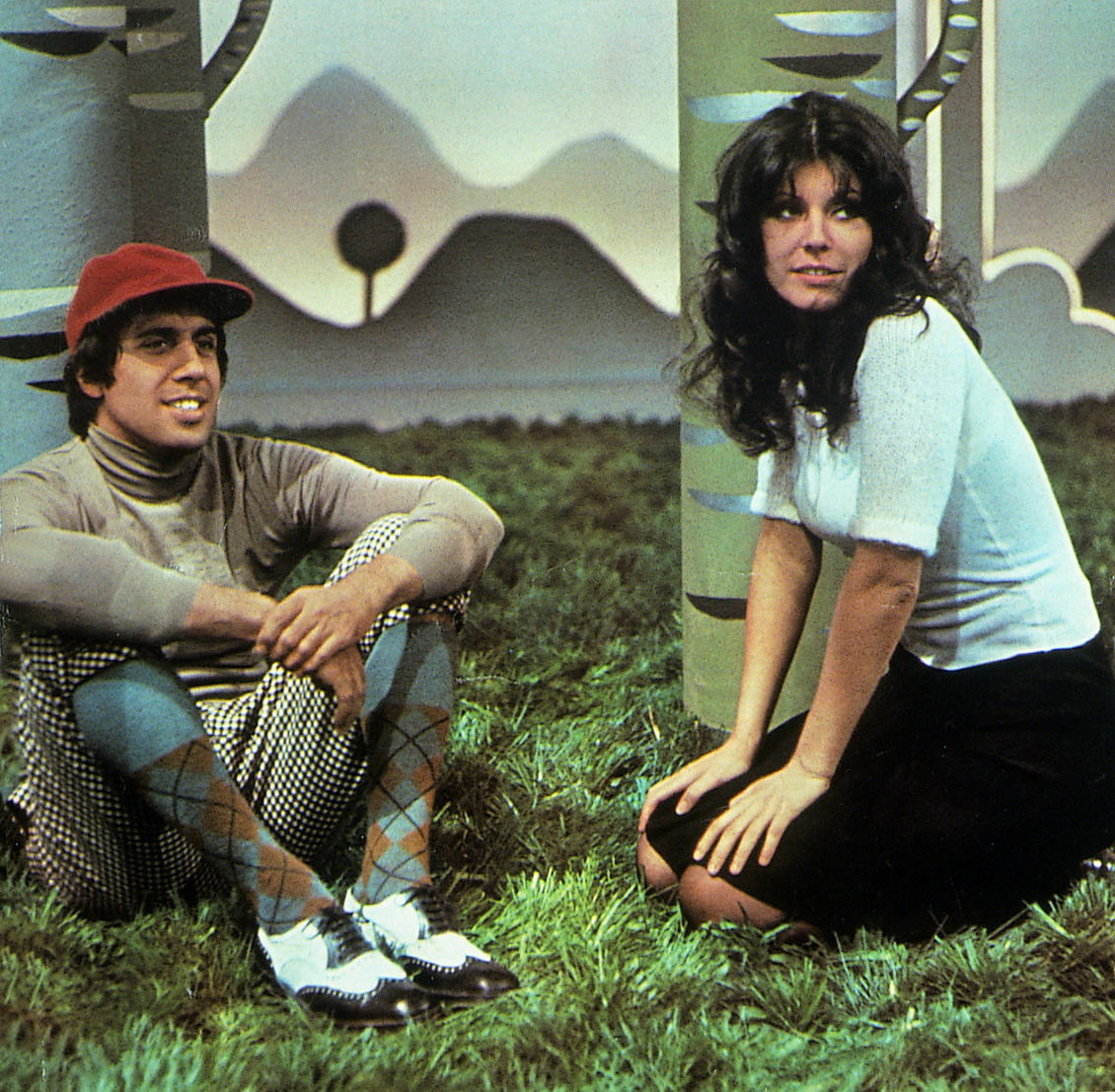
Adriano Celentano i Claudia Mori, 1972 rok

Eksperyment Clan przetrwał zaledwie 6 lat. Odznaczał się despotycznymi poczynaniami lidera oraz problemami kontraktowymi. Ale był to też okres spotkania artysty z religią, co miało wywrzeć znaczący wpływ na jego przyszłą twórczość artystyczną. Główne przeboje z tego okresu to „Ciao ragazzi”, „Pregherò”, „Grazie prego scusi”, „Tre passi avanti”, „Mondo in mi 7a”, „Il ragazzo della via Gluck” (przetłumaczona na 18 języków, ale bez sukcesu na Festiwalu w San Remo w 1967, 10. miejsce na liście najlepiej sprzedawanych singli we Włoszech w 1966 roku), „La coppia più bella del mondo”, „Azzurro” (skomponowana przez Paolo Conte – największy przebój Celentano w tamtym okresie – 1. miejsce na liście najlepiej sprzedawanych singli we Włoszech w 1968), „Chi era lui”, „Torno sui miei passi”, czy wreszcie „Chi non lavora non fa l'amore” (zwycięzca Festiwalu Piosenki Włoskiej w San Remo 1970). Adriano Celentano nie zadowalał się w tym czasie tylko sukcesami na niwie piosenkarskiej, lecz zainteresował się również kinematografią – wystąpił w filmie Serafino Pietro Germiego.

### Lata 70.
Wspomnianą już piosenką „Chi non lavora non fa l'amore” Adriano Celentano udanie wkroczył w lata 70. Jego główne przeboje z początku dekady to m.in. „Sotto le lenzuola” (1971; ostatnia piosenka, z którą uczestniczył w Festiwalu w San Remo), „Storia d'amore”, „Soli”, „Ti avrò”. W 1973 zaprezentował zaskakującą piosenkę pod dziwacznym tytułem „Prisencolinensinainciusol”. Piosenka ta, śpiewana parodiowaną angielszczyzną zdobyła rozgłos w świecie muzyki pop, dostała się na amerykańskie listy przebojów (co dawno się już nie zdarzyło włoskiemu wykonawcy) a przez wielu została okrzyknięta pierwszym na świecie przykładem muzyki rap. We Włoszech na sukces musiała jednak trochę poczekać – zdobyła ją w końcu dzięki programowi Gran Varietà.
W 1974 Adriano Celentano zaprezentował swój kolejny wielki przebój „Yuppi Du”, pochodzący z filmu pod tym samym tytułem, do którego to filmu artysta sam napisał scenariusz, osobiście wyreżyserował i wyprodukował oraz wystąpił w nim. Rozwijał równolegle wątek „ekologiczo-moralizatorski” w swoich utworach („Un albero di trenta piani”, „Svalutation” czy „L'unica chance”).
Druga połowa lat 70. to dominacja muzyki disco na świecie. Adriano Celentano potrafił również odnaleźć się i na tym polu; wyrazem tego jest m.in. album Disco dance. W tym czasie artysta wystąpił w kilkunastu filmach. Pod koniec dekady jednakże, wzorem Miny, zdecydował się na zaprzestanie działalności koncertowej.

### Lata 80.
Lata 80. zapoczątkowane zostały książką autobiograficzną Il paradiso è un cavallo bianco che non suda mai (1982) napisaną we współpracy z Marią Ripa di Meana. Udane były również kolejne wydawnictwa fonograficzne: I miei americani..., I miei americani 2 (pół miliona sprzedanych egzemplarzy), autorski musical Joan Lui (1985). Były też i mniej pomyślne wydarzenia – małżeństwo z Claudią Mori przechodzi kryzys (separacja), ostatecznie zażegnany. Jednakże pod koniec dekady (1987-1990) artysta nie zdołał nagrać żadnego albumu.

### Lata 90. i późniejsze
Lata 90. przyniosły jednak przełamanie tego niepomyślnego trendu: Adriano Celentano wydał szereg udanych albumów: Il re degli ignoranti (1991; 300.000 sprzedanych egzemplarzy), Quel Punto (1994; 100.000 sprzedanych egzemplarzy), Arrivano gli uomini (1996; 300.000 sprzedanych egzemplarzy). Na ekrany kin wszedł też film z jego udziałem – Jackpot (1992): ostatni jak dotąd (2008) w jego karierze.

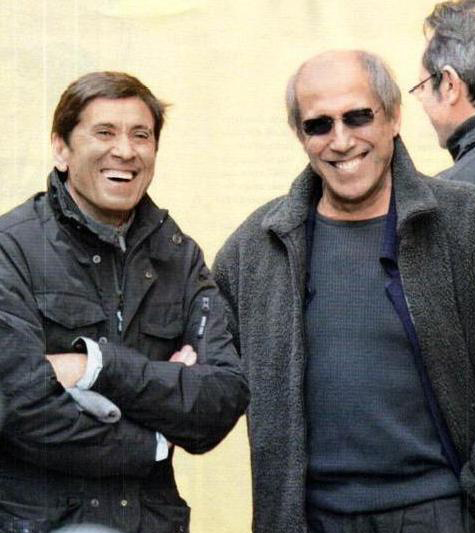
Adriano Celentano i Gianni Morandi, 14 lutego 2012

Inne ważne wydarzenia z tego okresu to:
- 1994 – europejskie tournée artysty
- 1997 – występ przed papieżem Janem Pawłem II
- 1998 – wspólny album z Miną: Mina Celentano (1 600 000 sprzedanych egzemplarzy)
- 1999 – album Io non so parlar d'amore (wspólnie z Mogolem i Giannim Bellą; 2 000 000 sprzedanych egzemplarzy)
- 2000 – z tymi samymi współpracownikami wychodzi Esco di rado e parlo ancora meno, kolejny wielki sukces (1 300 000 egzemplarzy)
- 2005 – artysta prowadzi udany show telewizyjny w Rai Uno – Rockpolitik
- 2006 – kompilacja Unicamentecelentano (3 CD) – podsumowująca cały dotychczasowy dorobek artysty.

## Przeboje
- 1959 – „Ciao ti dirò”
- 1959 – „Il tuo bacio è come un rock”
- 1960 – „Impazzivo per te”
- 1961 – „24 mila baci”
- 1961 – „Nata per me”
- 1962 – „La mezza luna”
- 1966 – „Il ragazzo della via Gluck”
- 1967 – „La coppia più bella del mondo”
- 1968 – „Canzone”
- 1968 – „Azzurro” (tekst: Vito Pallavicini, muzyka: Paolo Conte), w 2006 hymn reprezentacji piłkarskiej Włoch (Azzuri)
- 1969 – „La storia di Serafino”
- 1970 – „Chi non lavora non fa l'amore”
- 1972 – „Prisencolinensinainciusol”
- 1975 – „Yuppi du”
- 1980 – „Il tempo se ne va”
- 1984 – „Susanna”

## Dyskografia

### Albumy
- Ciao ragazzi
- Gli anni sessanta
- Festa (1965)
- Non mi dir (1965)
- Mondo in mi 7a (1966)
- Ragazzo della Via Gluck (1966)
- Azzurro (1968)
- Adriano rock (1969)
- Robe che ha detto Adriano (1969)
- Forestiero (1970)
- Er più (1971)
- I mali del secolo (1972)
- Nostal rock (1973)
- Yuppi du (1974)
- Svalutation (1976)
- Disco dance (1977)
- Me, live! (1977)
- Tecadisk (1977)
- Geppo il folle (1978)
- Soli (1979)
- Po artista un p? No (1980)
- Deus (1981)
- Uh...uh... (1982)
- Atmosfera (1983)
- I miei americani (1984)
- I miei americani tre puntini, vol. 2 (1984)
- Joan Lui (1985)
- Pubblica ottusit? (1987)
- I successi di (1990)
- Re degli ignoranti (1991)
- Rock matto (1991)
- Superbest (1992)
- Quel punto (1994)
- Ti avrò (1994)
- Greatest Hits (1995)
- Arrivano gli uomini (1996)
- Alla corte del remix (1997)
- Origini di Adriano Celentano, vols. 1 & 2 (1997)
- Und immer Azzuro: Seine 20 Größen Erfolge 1962-1997 (1997)
- Mina + Celentano (1998)
- Selection of Adriano Celentano (1998)
- Buona sera signorina (1999)
- Io non so parlar d'amore (1999)
- New 2000 (2000)
- Concerto Di Adriano Celentano (2001)
- Esco di rado -- E rarlo ancora meno (2001)
- Cuore e la voce: Best Love Songs (2002)
- Per sempre (2002)
- Azzurro (2003)
- C'è sempre un motivo (2004)

## Wybrana filmografia
- 1992: Jackpot jako Furio
- 1987: Il Burbero, jako Tito Torrisi
- 1985: Joan Lui – ma un giorno nel paese arrivo io di lunedì jako Joan Lui
- 1983: Segni particolari: bellissimo jako Mattia
- 1983: Sing Sing jako Alfredo "Boghy"
- 1982: Grand Hotel Excelsior jako Taddeus, menadżer hotelu
- 1982: Bingo Bongo jako Bingo Bongo
- 1981: As jako Ace
- 1981: Innamorato pazzo jako Barnabé Cecchini
- 1980: La Locandiera jako Cavaliere di Ripafretta
- 1980: Qua la mano
- 1980: Il bisbetico domato jako Elia Codogno
- 1979: Mani di velluto jako Guido Quiller
- 1979: Sabato, domenica e venerdì jako Constantin
- 1978: Zio Adolfo, in arte Führer jako Herman/Gustav
- 1978: Geppo il folle jako Geppo

## Programy telewizyjne
- 2001: 125 milioni di cazzate jako prowadzący